# Paratanytarsus telmatophilus
Paratanytarsus telmatophilus är en tvåvingeart som först beskrevs av Tokunaga 1938.  Paratanytarsus telmatophilus ingår i släktet Paratanytarsus och familjen fjädermyggor. Inga underarter finns listade i Catalogue of Life.